# 삼선버스
삼선버스(三仙―)는 서울특별시 강동구의 옛 시내버스 회사였고, 본사는 서울특별시 강동구 고덕동 210-1번지에 위치해 있었다. 같은 서울특별시 강동구 차적의 시내버스 회사인 서울승합, 마을버스 회사인 매일마을버스 등과 같은 계열사로 존재했다.

## 연혁
- 1949년 12월: 성북구 정릉동에서 삼선합승자동차(三仙合乘自動車)라는 상호로 회사 설립
- 1972년 ~ 1973년: 삼선합승자동차에서 삼선버스(三仙―)라로 사명이 변경되었다.
- 1981년 ~ 1982년: 서울승합에 인수되어 계열사로 편입되었다.
- 1983년 9월: 같은 계열사인 서울승합이 본사 및 차고지를 명일동에서 고덕동 210-1번지로 이전과 동시에 본 회사 본사 및 차고지도 성북구 정릉동에서 강동구 고덕동 210-1번지로 이전하여 서울승합과 공동으로 사용하기 시작하였다.
- 2000년 7월: 서울특별시 계열사 합병 권고로 같은 계열사인 매일마을버스와 함께 서울승합에 흡수합병되었다.

## 과거 운행노선
- 1번 (도시형버스): 정릉 - 보문동 - 약수동 - 신사동 - 고속터미널 (1981년 7월 동양교통에 매각하였다.)
- 9-1번 (도시형버스): 우이동 - 4.19사거리 - 장미원 - 화계사입구 - 도봉세무서 - 미아삼거리역 - 길음역 - 성신여대입구역 - 혜화동 → 이화동 → 퇴계로 → 서울역 → 광화문 → 종로경찰서 → 혜화동 (김포교통에서 운행하던 도시형버스 9-1번 (방화동 - 영등포역)과는 전혀 무관한 노선이다. 1985년 3월 舊 신원교통으로부터 양수받은 노선이다. 관리상의 문제로 1985년 9월 한성운수에 매각하였으나 노선 과다경합으로 1985년 11월 폐지되었다.)
- 10번 (도시형버스): 정릉 - 보문동 - 신설동 - 종로 - 서울역 - 신촌 - 홍은동 (흥안운수에서 운행하던 도시형버스 10번 (상계4동 - 동대문)과는 전혀 무관한 노선이다. 1974년 8월 15일 1번에 흡수통합되어 폐지되었다.)
- 21번 (도시형버스): 둔촌동 - 강동역 - 천호역 (영파여고) - 강동구청역 - 풍납극동아파트 - 잠실시영아파트 - 잠실역 (롯데월드) - 종합운동장역 - 삼성역 (코엑스, 무역센터, 한국도심공항) - 봉은사 - 강남구청역 - 안세병원 - 압구정역 - 신사동사무소 - 뉴코아 - 고속터미널역 (서울고속버스터미널) - 신반포 - 구반포 - 동작역 (국립현충원) - 흑석동 - 노량진본동 - 노량진역 - 노량진수산시장 - 대방역 - 신길역 - 영등포역 (개편 후 기존 둔촌동 기점에서 보훈병원 - 한영고등학교 - 상일동역을 거쳐 강동공영차고지 기점으로 연장과 동시에 간선버스 361번으로 변경되었으나 2010년 1월 8일 신반포역 ~ 영등포역 구간이 단축되어 간선버스 342번으로 변경되었으며 이후 2013년 3월 19일 동작역 (국립현충원)으로 일부구간 재연장되어 간선버스 351번으로 변경되었다.)
- 21번 (좌석버스): 명일동 - 십자성마을 - 길동시장 - 길동사거리 - 천호사거리 - 광장동 - 어린이대공원 후문 - 군자동 - 군자교 입구 - 장한평 - 동부시장 - 신답역 (태양아파트) - 동대문구청 - 용두동 - 청계8가 - 청계2가 - 을지로1가 → 미도파 → 서울시청 → 을지로1가 (1987년 신흥교통으로부터 양수하였다. 1995년 11월 폐지되었다.)
- 21-1번 (도시형버스): 명일동 - 길동사거리 - 천호사거리 - 영파여고 - 풍납사거리 - 잠실시영아파트 - 잠실역 - 잠실새내내역 - 종합운동장역 - 삼성역 - 봉은사 - 강남구청 - 안세병원 - 압구정역 - 신사동사무소 - 뉴코아 - 고속터미널역 (서울고속버스터미널) - 신반포 - 구반포 - 동작역 (국립현충원) - 흑석동 - 노량진본동 - 노량진역 - 노량진수산시장 - 대방역 - 신길동 - 영등포역 (1985년 11월 신설되었으나 노선 과다중복 및 수요저조로 잠시 후 폐지하였다.)
- 21-1번 (좌석버스): 명일동 - 명일여자고등학교 - 길동삼익아파트 - 진흥아파트 - 길동사거리 - 천호사거리 - 광장동 - 어린이대공원 후문 - 군자동 - 군자교 입구 - 장한평 - 동부시장 - 신답역 (태양아파트) - 동대문구청 - 용두동 - 청계8가 - 청계2가 - 을지로1가 → 미도파 → 서울시청 → 을지로1가 (1987년 신흥교통으로부터 양수하였다. 1995년 11월 폐지되었다.)
- 21-2번 (도시형버스): 고덕동 - 고덕주공 2단지 - 광문고등학교 - 묘곡초등학교 - 고덕역 - 한영외국어고등학교 - 프라자아파트 - 길동사거리 - 둔촌동역 - 올림픽공원역 - 몽촌토성역 - 잠실시영아파트 - 장미아파트 - 잠실역 (롯데월드) - 잠실새내역 - 종합운동장역 (2002년 6월 노선번호가 500번으로 변경되었다.(1996년 5월에 폐지된 500번과는 무관.) 개편 후 지선버스 3412번으로 변경과 동시에 기존 종합운동장역 회차에서 삼성역 - 휘문고등학교 → 대치역 (은마아파트) → 도곡역 → 한티역 (롯데백화점) → 휘문고등학교 회차로 변경되었다가 2006년 4월 13일 지선버스 4417번 (구. (지역순환버스) 414번 (우면동 - 신사역)) 노선과 통폐합되었다. 단 개편 때 연장되었던 대치동구간은 폐지되었다.)
- 21-3번 (좌석버스): 둔촌동 - 강동역 - 천호역 (영파여고) - 강동구청역 - 풍납극동아파트 - 잠실시영아파트 - 잠실역 (롯데월드) - 종합운동장역 - 삼성역 (코엑스, 무역센터, 한국도심공항) - 봉은사 - 강남구청역 - 안세병원 - 압구정역 - 신사동사무소 - 뉴코아 - 고속터미널역 (서울고속버스터미널) - 신반포 - 구반포 - 동작역 (국립현충원) - 흑석동 - 노량진본동 - 노량진역 - 노량진수산시장 - 대방역 - 신길역 - 영등포역 (도시형버스 21번과 동일한 노선이었다. 1996년 3월 폐지하였다.)
- 21-5번 (구 21-3번, 1995년 11월에 신설되었다가 1997년 3월에 폐지된 서울승합 21-3번과는 무관.) (도시형버스): 고덕동 - 고덕주공 2단지 - 광문고등학교 - 묘곡초등학교 - 명일동 - 길동삼익아파트 - 진흥아파트 - 길동사거리 - 둔촌동역 - 올림픽공원역 - 몽촌토성역 → 잠실역 (롯데월드) → 장미아파트 → 잠실진주아파트 → 몽촌토성역 (2000년 2월 폐지되었다.)
- 24번 (도시형버스): 고덕동 - 고덕주공 2단지 - 고덕도서관 - 배재고등학교 - 직업훈련원 - 강동아파트 - 암사시장 - 암사선사주거지 - 천호사거리 - 영파여고 - 풍납극동아파트 - 잠실시영아파트 - 잠실역 (롯데월드) - 잠실새내역 - 종합운동장역 - 삼성역 - 봉은사 - 강남구청 - 안세병원 - 압구정역 - 신사동사무소 - 뉴코아 - 고속터미널역 - 삼풍아파트 - 교대역 (舊 상원여객 → 상진운수 노선이었으며 1980년경 상진운수로부터 양수받은 노선이다. 원래는 명일동 - 영등포 노선이었다. 그리고 암사동이 아닌 십자성마을 - 길동사거리 경유 노선이었다. 1983년 9월 고속터미널역 회차로 단축과 동시에 고덕동 기점으로 연장되었다. 이후 교대역으로 연장되었으며 기존 길동사거리 경유를 암사동경유로 변경하였으나 1994년 폐지되었다.)
- 33번 (좌석버스): 상일동역 - 고덕주공 2단지 - 고덕도서관 - 배재고등학교 - 직업훈련원 - 명일역 - 십자성마을 - 길동역 - 길동사거리 - 강동역 - 천호역 (영파여고) - 강동구청역 - 풍납극동아파트 - 잠실시영아파트 - 잠실역 (롯데월드) - 잠실새내역 - 종합운동장역 - 삼성역 (코엑스, 무역센터, 한국도심공항) - 봉은사 - 강남구청역 - 학동역 - 논현역 - 반포역 - 고속터미널역 (서울고속버스터미널) - 신반포 - 구반포 - 동작역 (국립현충원) - 흑석동 - 노량진본동 - 노량진역 - 노량진수산시장 - 대방역 - 신길역 - 영등포역 - 영등포시장역 (1996년 심야좌석버스 933번으로 형간전환되었다. 2000년 7월 폐지되었다.)
- 36번 (좌석버스): 고덕주공 5단지 - 고덕주공 3단지 - 고덕주공 6단지 - 상일초등학교 - 프라자아파트 - 진흥아파트 - 길동사거리 - 천호사거리 - 광장동 - 어린이대공원 후문 - 군자동 - 군자교 입구 - 장한평 - 동부시장 - 신답역 (태양아파트) - 동대문구청 - 용두동 - 청계8가 - 청계2가 - 을지로1가 → 미도파 → 서울시청 → 을지로1가 (1986년 舊 동부운수로부터 양수받은 노선이다. 1995년 11월 폐지되었다.)
- 71번 (도시형버스): 정릉 - 혜화동 - 을지로 - 서소문 - 신촌 (1981년 7월 대진운수에 매각하였다. 이후 1983년경 영동아파트단지, 개포주공아파트 입주에 따른 대중교통 대책에 의거 기존 신촌경유를 이태원 - 고속터미널 - 압구정동 - 청담동 - 삼성역 경유 개포동 회차로 대폭 변경하였으며 동시에 노선번호도 710번으로 변경되었다.)
- 80번 (좌석버스): 고덕동 - 고덕주공 2단지 - 고덕도서관 - 배재고등학교 - 직업훈련원 - 강동아파트 - 암사시장 - 암사선사주거지 - 천호사거리 - 화이자 - 구의시장 - 구의사거리 - 어린이대공원 후문 - 군자동 - 군자교 입구 - 장한평 - 동부시장 - 신답역 (태양아파트) - 동대문구청 - 용두동 - 청계8가 - 청계2가 - 광교 - 무교동 (1985년 11월 舊 서울승합으로부터 양수받은 노선으로 1994년 11월 폐지되었다.)
- 288-1번 (도시형버스): 포이동 - 양재역 - 도곡역 - 대치동 - 우성아파트 - 삼성역 - 종합운동장역 - 잠실새내역 - 잠실역 (롯데월드) - 석촌동 - 송파동 - 가락시장 (1990년 6월 舊 신진운수로부터 양수받은 노선으로 1993년 잠실역으로 단축. 1994년에 폐지되었다. 양재역 - 잠실역 구간은 개편 후 신설된 우신운수 지선버스 4319번 노선과 흡사하다.)
- 300번 (도시형버스): 하일동 - 황산 - 상일동 - 상일초등학교 - 한영외국어고등학교 - 명일여자고등학교 - 명일역 - 강동아파트 - 암사역 - 암사선사주거지 - 암사아파트 - 천호역 (영파여고) - 풍납극동아파트 - 잠실시영아파트 - 잠실역 (롯데월드) - 잠실새내역 - 종합운동장역 - 삼성역 - 봉은사 - 강남구청 (1985년 11월 서울승합으로부터 양도받은 노선으로 1988년 하일동으로 연장 후 舊 신장운수와 공동배차 운행을 개시하였으나 1989년 9월 16일 차량과 노선운영권을 舊 신장운수에 매각하였다. 구천면길 경유 노선도 존재하였으나 이후 암사동 노선으로 통합하였다. 2000년 2월 폐지되었다.)
- 416번 (지역순환버스): 고덕동 - 고덕주공 3,4,5,6,7단지 - 강동고등학교 - 한영외국어고등학교 - 명일여자고등학교 - 명일역 - 구천면길 - 천호역 (영파여고) - 강동구청 - 미주아파트 - 성내중학교 입구 - 청구아파트 - 둔촌주공 1단지 후문 - 보훈병원 (1995년 4월에 신설되었다. 1998년 5월 폐지되었다.)
- 570-1번 (도시형버스): 하일동 - 명일동 - 구천면길 - 천호사거리 - 풍납극동아파트 - 잠실시영아파트 - 잠실역 (롯데월드) - 석촌동 - 송파동 - 가락시장 - 문정동 (1988년 8월 25일 동성교통으로부터 양수받은 노선으로 1989년 9월 16일 舊 신장운수에 매각하였다. 1991년 폐지되었다.)
- 813번 (도시형버스, 1기노선): 상일동역 - 고덕주공 2단지 - 한영외국어고등학교 - 명일여자고등학교 - 명일역 - 십자성마을 - 천동초등학교 - 대순진리회 - 강동구청 - 풍납극동아파트 - 잠실시영아파트 - 잠실역 (롯데월드) - 석촌역 - 송파역 - 가락시장역 (1998년에 폐지되었다. 지선버스 3413번의 전신인 813번과는 무관한 노선이다.)
- 813-1번 (도시형버스): 상일동역 - 고덕주공 2단지 - 한영외국어고등학교 - 프라자아파트 - 길동사거리 - 대순진리회 - 강동구청 - 풍납극동아파트 - 송파구청 - 잠실역 (롯데월드) - 석촌역 - 송파역 - 가락시장역 (1998년에 폐지되었다.)
- 813-2번 (도시형버스): 상일동역 - 고덕주공 2단지 - 한영외국어고등학교 - 명일여자고등학교 - 명일역 - 십자성마을 - 길동역 - 길동사거리 - 둔촌동역 - 올림픽공원역 - 몽촌토성역 - 송파구청 - 잠실역 (롯데월드) - 석촌역 - 송파역 - 가락시장역 (2001년 수서경찰서로 연장되었으며 2003년 6월 노선번호가 813번으로 변경되었다. 현 지선버스 3413번)
- 933번 (구 33번) (좌석버스): 상일동역 - 고덕주공 2단지 - 고덕도서관 - 배재고등학교 - 직업훈련원 - 명일역 - 십자성마을 - 길동역 - 길동사거리 - 강동역 - 천호역 (영파여고) - 강동구청역 - 풍납극동아파트 - 잠실시영아파트 - 잠실역 (롯데월드) - 잠실새내역 - 종합운동장역 - 삼성역 (코엑스, 무역센터, 한국도심공항) - 봉은사 - 강남구청역 - 학동역 - 논현역 - 반포역 - 고속터미널역 (서울고속버스터미널) - 신반포 - 구반포 - 동작역 (국립현충원) - 흑석동 - 노량진본동 - 노량진역 - 노량진수산시장 - 대방역 - 신길역 - 영등포역 (2000년 7월 폐지되었다.)
- 1007번 (직행좌석버스): 하남시 상산곡동 - 천현동사무소 - 애니메이션고등학교 - 하남시 창우동 - 하남시청 - 덕풍시장 - 라인아파트 - 황산 - 상일동 - 프라자아파트 - 진흥아파트 - 길동사거리 - 강동역 - 천호역 - 광나루역 - 아차산역 (어린이대공원 후문) - 군자역 - 장한평역 - 답십리역 - 동대문구청 - 신설동역 - 창신동 - 동대문역 - 종로2~6가 → 종로1가 → 광화문역 → 삼성생명 → 서울역 → 롯데백화점 → 종로2가 (개편 후 광역버스 9301번으로 변경되었으나 2005년 6월 25일 천호역 - 서울역 구간을 폐지하고 천호역 - 강남역구간을 신설하면서 간선버스 341번으로 형간전환하였다.)

## 같이 보기
- 서울승합
- 신장운수
- 한일교통
- 매일마을버스